# Space Invader
Space Invader è un album in studio del chitarrista statunitense Ace Frehley, pubblicato nel 2014.

## Tracce
Testi e musiche di Ace Frehley, eccetto dove indicato.
1. Space Invader – 4:17
2. Gimme a Feelin' (radio edit) – 3:54 (Frehley, Ostrosky)
3. I Wanna Hold You – 3:32 (Frehley, Rubin, Basco)
4. Change – 4:08 (Frehley, Gordon)
5. Toys – 4:09
6. Immortal Pleasures – 5:05 (Frehley, Gordon)
7. Inside the Vortex – 4:40
8. What Every Girl Wants – 3:46
9. Past the Milky Way – 5:31 (Frehley, Cassone)
10. Reckless – 4:12
11. The Joker – 3:35 (Miller, Curtis, Ertegün)
12. Starship – 7:03

Tracce bonus dell'edizione "deluxe"
1. Space Invader (radio edit) – 3:18 (Frehley)
2. Gimme a Feelin' (explicit) – 4:04 (Frehley, Ostrosky)

## Formazione
- Ace Frehley – voce, chitarre, basso
- Matt Starr – batteria
- Chris Wyse – basso

## Classifiche
| Classifica              | Posizione massima |
| ----------------------- | ----------------- |
| ARIA                    | 59                |
| Ultratop                | 151               |
| Top Canadian Albums     | 16                |
| Suomen virallinen lista | 42                |
| Media Control Charts    | 42                |
| VG-lista                | 15                |
| MegaCharts              | 66                |
| Sverigetopplistan       | 28                |
| UK Albums               | 158               |
| UK Rock Albums          | 15                |
| Billboard 200           | 9                 |
| Top Hard Rock Albums    | 1                 |
| Top Independent Albums  | 2                 |
| Top Rock Albums         | 2                 |